# 酒井忠明
酒井 忠明（さかい ただあきら、1917年（大正6年）1月30日 - 2004年（平成16年）2月28日）は、酒井左衛門尉家21代当主、写真家、書家、歌人、財団法人致道博物館名誉館長。1998年勲五等双光旭日章。1999年鶴岡市名誉市民。
　

## 人物
1917年（大正6年）、旧庄内藩主 酒井家20代当主・酒井忠良の長男として山形県鶴岡市家中新町に生まれる。母は大給近道長女・萬千子。
1935年（昭和10年）に旧制鶴岡中学（現・山形県立鶴岡南高等学校）を卒業後、酒井家図書研究所文会堂で旧庄内藩校致道館伝統に基づく「庄内学」とも称される儒学や東洋古典などを学びながら短歌を始め、歌人で万葉集研究家の国文学者、佐佐木信綱に師事する。1954年（昭和29年）1月の宮中「歌会始の儀」で 「芽ぶき立つ 裏の林に 山鳩の鳴く音 こもりて雨ならんとす」 の歌が入選した。2003年（平成15年）1月15日には、天皇・皇后に招かれて歌を詠む召人（めしうど）に選ばれ、新年恒例の宮中歌会始の儀にて、「今もなほ 殿と呼ばるる ことありて この城下町に われ老いにけり」の歌を古式にのっとった節回しで披露された。この歌が記念碑として鶴岡公園（鶴ヶ岡城跡）内に建立されている。
書道では「雍鳴（ようめい）」 の雅号を持ち、地元の書道界で指導的な役割を果たし、 記念碑等への揮ごうも多い。小学校5年の時から始めた写真では、『村里の四季』、『日本海庄内浜』、『出羽の国庄内 農の風景』などの写真集を上梓している。
1986年（昭和61年） - 1995年（平成7年）までは、山形県公安委員を務め県内の治安維持に貢献し、1998年（平成10年）4月に警察管理運営功労で勲五等双光旭日章を受章した。また、松岡機業(株)・社長、会長、松岡協同製糸(株)・取締役、財団法人致道博物館・名誉館長理事、山居賃貸倉庫㈱・社長、鶴岡織物工業協同組合・理事長など数多くの役職を歴任し、1997年（平成9年）6月には県知事表彰（商工団体功労）を受賞。また、死去するまで荘内銀行相談役として在任した。
1999年（平成11年）10月には学術文化の振興に大きく貢献したとして、鶴岡市で6人目の名誉市民に選ばれた。
2004年（平成16年）2月28日、死去。享年87。

## 略歴
- 1917年（大正6年）1月30日 - 左衛門尉酒井家20代当主の酒井忠良の長男として生まれる。
- 1928年（昭和3年） - 小学校5年生で写真を始める。
- 1935年（昭和10年） - 旧制鶴岡中学（現・山形県立鶴岡南高等学校）を卒業する。
- 1954年（昭和29年） - 宮中歌会始の儀にて、歌が入選する。
- 1962年（昭和37年） - 旧庄内藩主 酒井家17代当主となる。
- 1978年（昭和53年） - 写真集「村里の四季」を出版する。
- 1986年（昭和61年） - 山形県公安委員となる。
- 1997年（平成9年） - 山形県知事表彰（商工団体功労）受賞。
- 1998年（平成10年） - 警察管理運営功労で勲五等双光旭日章を受章する。
- 1999年（平成11年）- 学術文化の振興に大きく貢献したとして、鶴岡市で6人目の名誉市民に推挙される。
- 2003年（平成15年） - 正月に宮中歌会始の儀「召人（めしうど）」に選ばれ歌を披露する。
- 2004年（平成16年）2月28日 - 肺ガンのため入院先の鶴岡市立荘内病院で死去。享年87。
- 2005年（平成17年）4月23日 - 鶴岡公園に歌碑が建立される。

## 家族
- 妻：酒井慎子（酒井忠晄の長女）
- 長男：酒井忠久
- 次男：酒井忠人
- 長女：教子（藤光永夫人）
- 次女：益子（石原重親夫人）

## 出版物

### 著書
- 1966年（昭和41年） - 『歌集 みちのく』 かたかご会
- 1978年（昭和53年） - 『むら里の四季 - 酒井忠明写真集』東北出版企画
- 1987年（昭和62年） - 『歌集 晩晴』
- 1990年（平成2年） - 『歌集 相生抄』
- 1997年（平成9年） - 『出羽の国庄内 農の風景 - 酒井忠明写真集』東北出版企画、ISBN 4-924611-91-3
- 1999年（平成11年） - 『日本海庄内浜 - 酒井忠明写真集』東北出版企画、ISBN 4887610092
- 2004年（平成16年） - 『洗心』

### 共著
- 1954年（昭和29年） - 『歌集　渦』角利一（共著者）
- 1978年（昭和53年） - 『鳥鳴嚶々酒井忠良を偲ぶ』酒井忠治（共著者）

### 編纂
- 1979年（昭和54年） - 『辛夷 - 寒山先生遺墨遺詠 - 』 美術刀剣保存協会庄内支部

### 関連書籍
- 2005年（平成17年） - 『ふるさとの光と仰ぎて 殿様 酒井忠明氏』 酒井忠明様歌碑建立実行委員会

## 受賞・受章歴
- 1940年（昭和15年）11月10日 - 紀元二千六百年祝典記念章[3]
- 1997年（平成9年） - 山形県知事表彰（商工団体功労）
- 1998年（平成10年） - 勲五等双光旭日章
- 1999年（平成11年） - 鶴岡市名誉市民顕彰